# Svilan
Svilan je nenaseljeni otočić u hrvatskom dijelu Jadranskog mora, u blizini Rogoznice i Primoštena, oko 4 km ispred obale.
Površina otoka je 92.579 m2, duljina obalne crte 1168 m, a visina 22 metra.

## Vanjske poveznice
|  | Zajednički poslužitelj ima još gradiva o temi Svilan |